# Воробйов Андрій Олександрович
Андрі́й Олекса́ндрович Воробйо́в (нар. 9 серпня 1980 — пом. 18 січня 2015) — старший солдат Збройних Сил України, учасник російсько-української війни. Один із «кіборгів».

## Життєпис
Народився 9 серпня 1980 року в місті Кривий Ріг Дніпропетровської області. Закінчив загальноосвітню школу № 11 міста Кривий Ріг та Криворізький технікум економіки та управління (нині — Криворізький коледж економіки та управління Державного вищого навчального закладу «Київський національний економічний університет імені Вадима Гетьмана») за спеціальністю «технік-технолог громадського харчування».
Проходив строкову військову службу в розвідувальному батальйоні 25-ї окремої Дніпропетровської повітрянодесантної бригади Аеромобільних військ Сухопутних військ Збройних Сил України (військова частина А1126, селище міського типу Гвардійське Новомосковського району Дніпропетровської області).
З 2007 року працював менеджером у будівельно-господарському гіпермаркеті «Епіцентр» у Кривому Розі.
24 березня 2014 року мобілізований до лав Збройних Сил України — кулеметник парашутно-десантної роти, 25-та окрема аеромобільна бригада.
Загинув 18 січня 2015 року під час виконання бойового завдання поблизу села Спартак Донецької області.
Без Андрія лишились дружина та двоє дітей — Олександрина 2008 р.н. і Святослав 2013 р.н.
22 січня 2015 року похований в місті Кривий Ріг на Центральному кладовищі, Алея Слави.

## Нагороди та вшанування
За особисту мужність і героїзм, виявлені у захисті державного суверенітету та територіальної цілісності України, вірність військовій присязі під час російсько-української війни, відзначений — нагороджений
- 17 липня 2015 року — орденом Богдана Хмельницького III ступеня (посмертно)[1]
- відзнакою міста Кривий Ріг «За Заслуги перед містом» 3 ступеня (посмертно)
- нагрудним знаком «Гідність та Честь» (посмертно)
- на будинку, де проживав Андрій Воробйов, відкрито меморіальну дошку його честі

Вшановується в меморіальному комплексі «Зала пам'яті», в щоденному ранковому церемоніалі 18 січня.